# Liste des accessoires de la Dreamcast
La console de jeux Sega Dreamcast possède une longue liste d'accessoires détaillée ci-dessous.

## Accessoires officiels
La Dreamcast bénéficie de nombreux accessoires officiels, des plus classiques comme les manettes de jeux aux plus improbables comme les Maracas développés spécialement pour le jeu Samba de Amigo.
- Manette : 4 manettes peuvent être connectées sur la face avant de la console. Chaque manette dispose de 2 ports VMU (voir ci-dessous) disposés l'un au-dessus de l'autre.
- Carte mémoire (VMU) : Ses cartes mémoires étaient composées d'un petit écran à cristaux liquides noir et blanc et de boutons, les transformant à l'occasion en petites consoles de jeu portable, appelées VMU pour Visual Memory Unit (ou VMS pour Visual Memory System). Deux VMU sont enfichables simultanément dans la manette. Les intérêts de cette VMU étaient multiples : 
  - permettre un affichage sur la manette car l'écran était visible une fois la VMU enfichée dans la manette.
  - échanger facilement des sauvegardes de jeu car 2 VMU pouvaient être connectées entre elles.
  - prolonger l'expérience de jeu en jouant sur VMU si le jeu Dreamcast proposait cette fonctionnalité.
- Kit de vibration (Puru Puru Pack) : Un accessoire optionnel, le Rumble Pak permettait de rendre la manette vibrante en l'enfichant dans un des ports VMU de la manette. Pour que cela fonctionne, le jeu doit être compatible.
- Clavier et Souris : Très utile pour profiter pleinement de la connexion Internet de la Dreamcast et surfer plus facilement.
- Manette arcade (Arcade Stick) : Une manette plus grosse et lourde permettant une expérience de jeu proche de celle des bornes d'arcade.
- Pistolet : Pour jouer de manière plus efficace sur des jeux comme The House of the Dead 2 ou Confidential Mission.
- Tapis de danse : Permettant de jouer à la série des Dance Dance Revolution, ou encore à Feet of Fury.
- Maracas : Le seul jeu tirant parti de cet accessoire est Samba de Amigo.
- Broadband Adapter (BBA) : Cet élément remplace le modem de la Dreamcast par un adaptateur Ethernet 10/100 Mbits. Vendu uniquement au Japon et aux États-Unis, il est devenu au fil des années un accessoire très rare. Référence produit HIT-400 ou HIT-401.
- LAN Adapter : À l'instar du BBA, cet élément remplace le modem de la Dreamcast par un adaptateur Ethernet 10 Mbits. Il est également aussi rare voire plus rare que le BBA. Référence produit HIT-300.
- Canne à pêche : Avec capteur de mouvement pour les lancers. Compatibles avec les jeux Sega Bass Fishing 1 et 2, Sega Marine Fishing.
- Twin Sticks : Le seul jeu tirant parti de cet accessoire est Virtual-On: Oratorio Tangram.
- Volant (Race Controller) : Pour tous les jeux de course, comme F355 Challenge ou Metropolis Street Racer.
- Link Cable : Il s'agit d'un câble série permettant de relier 2 Dreamcast afin de jouer sur deux écrans séparés (nécessite 2 consoles, 2 jeux, 2 écrans). Compatible avec certains jeux comme F355 Challenge ou Virtual-On: Oratorio Tangram.
- Microphone : Créé à l'origine pour permettre des communications en ligne entre joueurs, cet accessoire est utilisable avec les jeux suivants : Alien Front Online, Planet Ring et Seaman.
- Caméra (DreamEye) : Cet accessoire a été créé uniquement pour tirer profit des capacités en ligne de la console et n'est utilisable dans aucun jeu. Il était livré avec un logiciel permettant de la vidéo-conférence.
- Contrôleur de Karaoke (Drikara) : Sorti uniquement au Japon, le Drikara permettait de télécharger des fichiers au format MIDI sur le service online de Sega Japon. Il était conçu pour supporter le Broadband Adapter et le DreamEye. Le Drikara n'a pas de mémoire interne, et les chansons téléchargées pendant une session étaient effacées en éteignant la console.
- Dreamcast MIDI Interface Cable : Un câble MIDI permettant de brancher un clavier MIDI sur sa Dreamcast. Un accessoire utilisé par un seul logiciel : O.to.i.Re: Dreamcast Sequencer.
- Densha de Go! Controller : Encore un accessoire créé pour un seul jeu : Densha de Go! 2, une simulation de conduite de train.
- Para Para Controller : Accessoire uniquement vendu avec un Jeu (Para Para Paradise - également sorti sur PS2). Le Para Para est une danse principalement fondée sur le mouvement des bras. Cet accessoire se compose d'un tapis et de 5 capteurs de mouvements posés au sol. Le joueur se place au centre des capteurs et doit suivre les indications affichées à l'écran (même principe que DDR, mais avec les mains).
- VGA Cable : La Dreamcast est capable d'afficher une résolution native de 640×480 soit la norme VGA grâce à ce câble spécial. Cependant certains jeux ne sont pas compatibles avec ce mode d'affichage.

## Accessoires non officiels
Il existe de nombreux autres accessoires développés par des éditeurs tiers.
- ASCII Mission Stick : Une manette spécifique pour les jeux de simulation aérienne.
- ASCII Pad FT : Cette manette aux allures de manette Saturn a été édité en version limité SNK pour les jeux de combat.
- Double Power : de marque HKEMS, c'est un boîtier avec 2 ports pour VMU, permettant les échanges de sauvegardes, et un port pour se brancher sur le port parallèle d'un PC, afin de conserver ses sauvegardes sur ordinateur (ou de récupérer des sauvegardes sur Internet. Nécessite l'achat du câble DC VMS Cable de la même marque.
- Nexus Card : Il s'agit d'une carte mémoire VMU de taille plus importante fournie avec un câble permettant de transférer les sauvegardes sur l'ordinateur. Ce type de carte mémoires utilise le format de fichiers de sauvegarde .DCI.
- Panther DC (développé par Mad Catz) : Cet accessoire plutôt rare (diffusion surtout en Amérique du Nord) est un joystick couplé à un trackball : il permet de jouer aux FPS et aux jeux d'avion.
- Pop'n Music Controller (édité par Konami) : Encore un accessoire pour un seul type de jeu : Pop'n Music 1 à 4.
- Quasimoto Quasicon : Une plate-forme présentant deux manettes type Arcade permettant de jouer à deux, comme sur une borne d'arcade. Cet accessoire a été développé pour être compatible multiplate-forme. Il est disponible avec des adaptateurs Dreamcast (adaptateur Sony PlayStation 2, Microsoft Xbox et Microsoft Windows/Mac OS X par défaut).
- Total Control : de marque HKEMS, c'est un adaptateur permettant de jouer avec une manette de PlayStation sur sa Dreamcast.
- Total Control Plus : de marque HKEMS, le même que le précédent, mais avec un port supplémentaire pour brancher son VMU, support du mode Dual Shock.
- Total Control 2 : (HKEMS) le même que le précédent, avec un adaptateur pour clavier et pour volant PlayStation.
- Total Control 3 : (HKEMS) Adaptateur pour manette de Sega Saturn. Supporte le twin stick de la Saturn.
- Total Control 5 : (HKEMS) Adaptateur pour clavier et souris standard.
- X-Arcade Controller : Une plate-forme présentant deux manettes type Arcade permettant de jouer à deux, comme sur une borne d'arcade. Cet accessoire a été développé pour être compatible multiplate-forme. Il est disponible avec des adaptateurs Dreamcast, PlayStation 2 et Xbox (adaptateur PC par défaut).

## Accessoires jamais distribués
D'autres accessoires, devant transformer la Dreamcast en véritable "centre multimédia" furent également annoncés mais malheureusement jamais commercialisés en raison de l'arrêt de la production de la console.
- Lecteur Zip : à brancher sous la console, ce lecteur de disquettes au format Zip devait permettre de stocker des démos et des films téléchargés depuis Internet.
- Lecteur DVD : pour concurrencer la lecture de DVD (de série) de la PlayStation 2, Sega avait prévu de commercialiser un lecteur de DVD pour la Dreamcast.
- Lecteur MP3 : Il aurait dû se présenter sous la forme d'un VMU et pouvait se brancher sur la manette à la manière de ce dernier. Sega avait pour ambition la distribution de films et de musiques sur Internet.
- SatCast : un CD amorçable qui aurait dû permettre à la Dreamcast d'être rétrocompatible avec la Saturn.

## Accessoires de la communauté
Encore aujourd'hui, la Dreamcast continue à se doter d'accessoires créés par la communauté.
- BIOS Mod : Cette modification matérielle n'est pas un accessoire à proprement parler, cependant, ce montage permet de remplacer le BIOS de la console par une version alternative (notamment dé-zonée). Mis au point notamment par SWAT.
- Coders Cable : Il s'agit d'un câble série permettant de relier la Dreamcast à l'ordinateur via un port RS232 ou port série, dans le but de développer sur la console en utilisant le programme libre dcload (partie intégrante de KallistiOS).
- Dreamconn : Le Dreamconn est une manette sans fil qui est exactement comme la manette originale mais avec une petite lumière au dessus du bouton start et qui se connecte avec embout qui se branche dans un des ports de la Dreamcast.Elle se recharge avec un câble avec port micro-USB.
- GDEMU : C'est un appareil développé par Deunan permettant de remplacer le lecteur GD-ROM de la console par un lecteur de carte SD.
- G1-ATA (IDE) Adapter : Cet adaptateur développé par SWAT permet de connecter un disque dur (nécessite une alimentation externe) ou une carte Compact Flash. S'utilise également avec DreamShell.
- Lampe VMU : Une lampe qui s'installe dans le port carte mémoire n°2 pour éclairer l'écran en jeu, particulièrement utile pour le jeu Alice Dream Tournament qui utilise l'écran en jeu. Pas disponible à la vente, un tuto est disponible en vidéo. L'accessoire se veut une solution DIY et peu couteuse en opposition au VMU rétroéclairés.
- Lecteur de cartes SD (SD Card Adapter): Créé par un ingénieur japonais nommé JJ1ODM, il permet d'utiliser une carte SD connecté au port série de la Dreamcast. Via cet accessoire il devient possible de lancer des programmes beaucoup plus rapidement ou encore d'avoir un système alternatif au VMU. Compatible avec DreamShell.
- USB-GDROM Controller : C'est un appareil en cours de développement par MNEMO permettant comme le GDEMU de remplacer le lecteur GD-ROM par un support de stockage USB.
- VGA Cable : Le câble VGA est toujours produit par Cabou.

## Photos

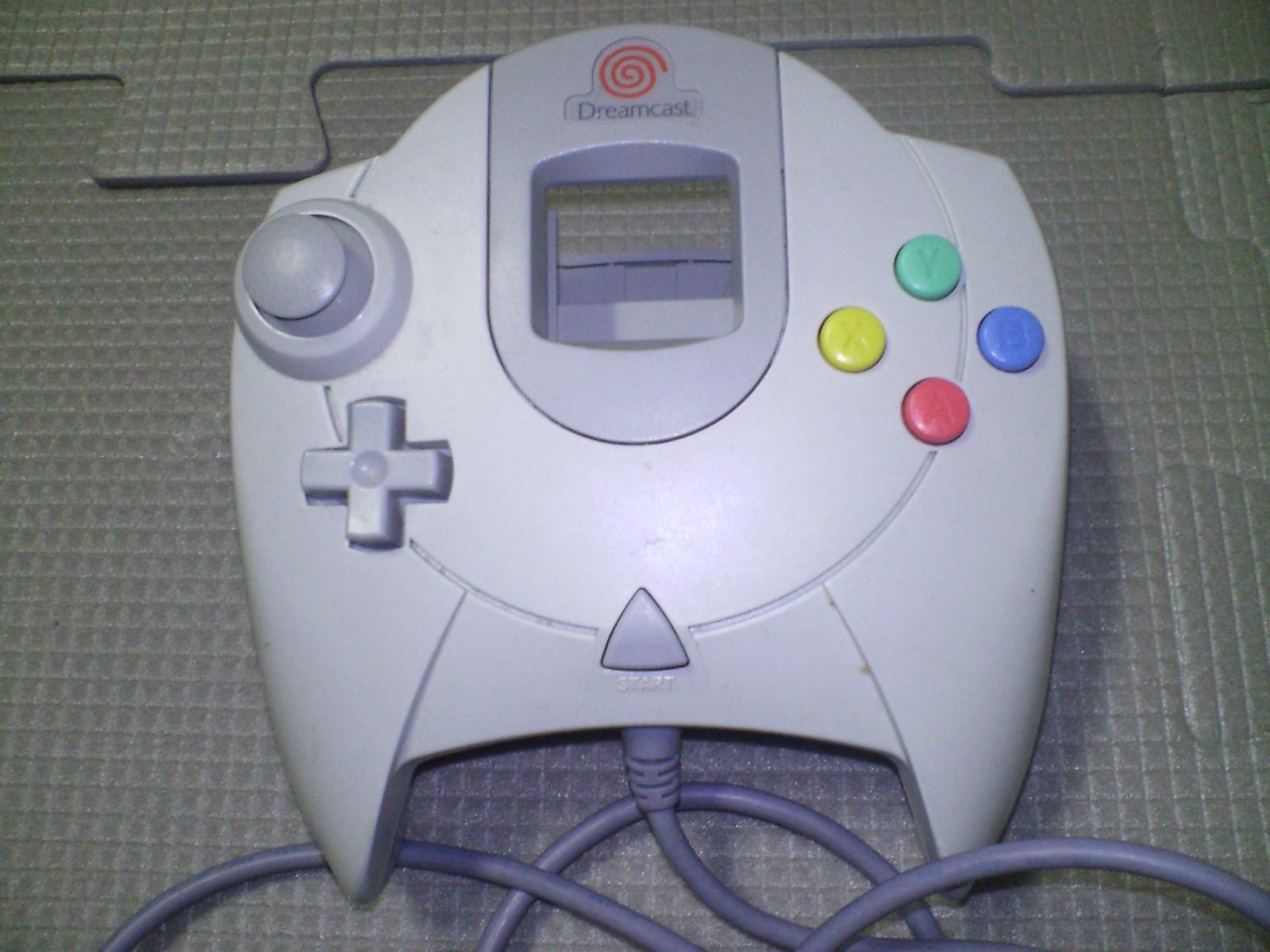
Manette Dreamcast
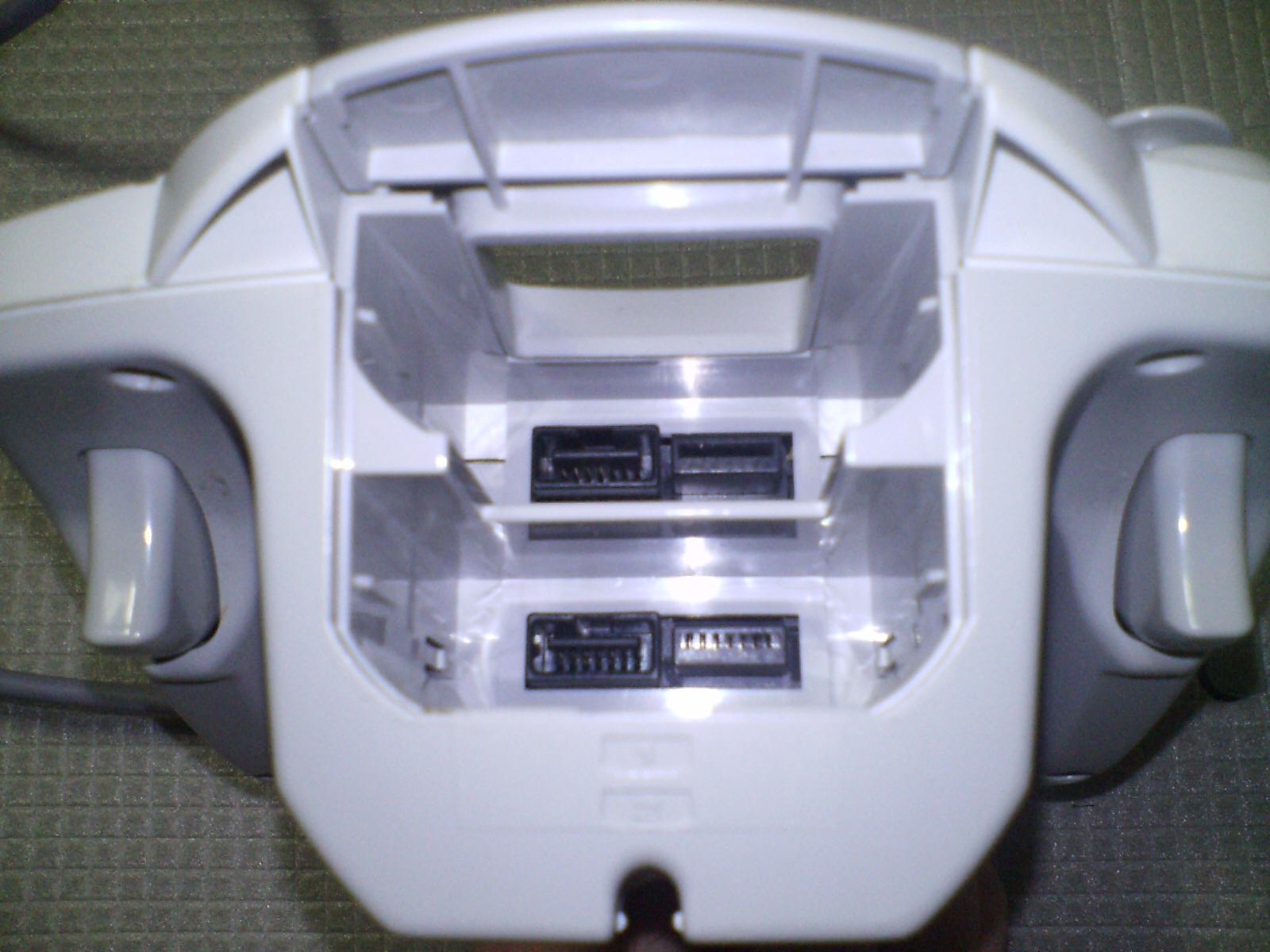
Emplacement pour VMU sur la manette
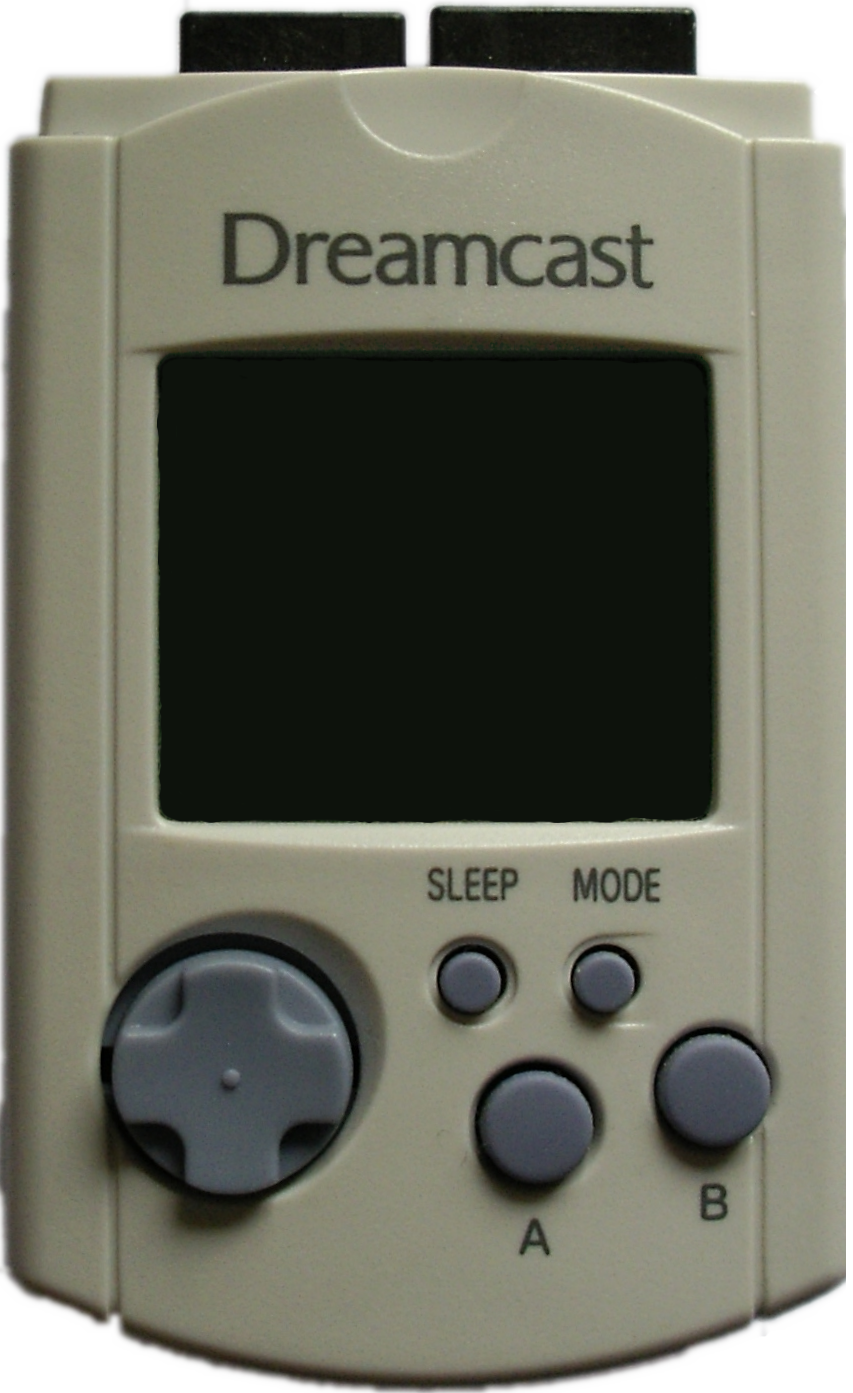
Une carte mémoire (Visual Memory Unity (VMU))
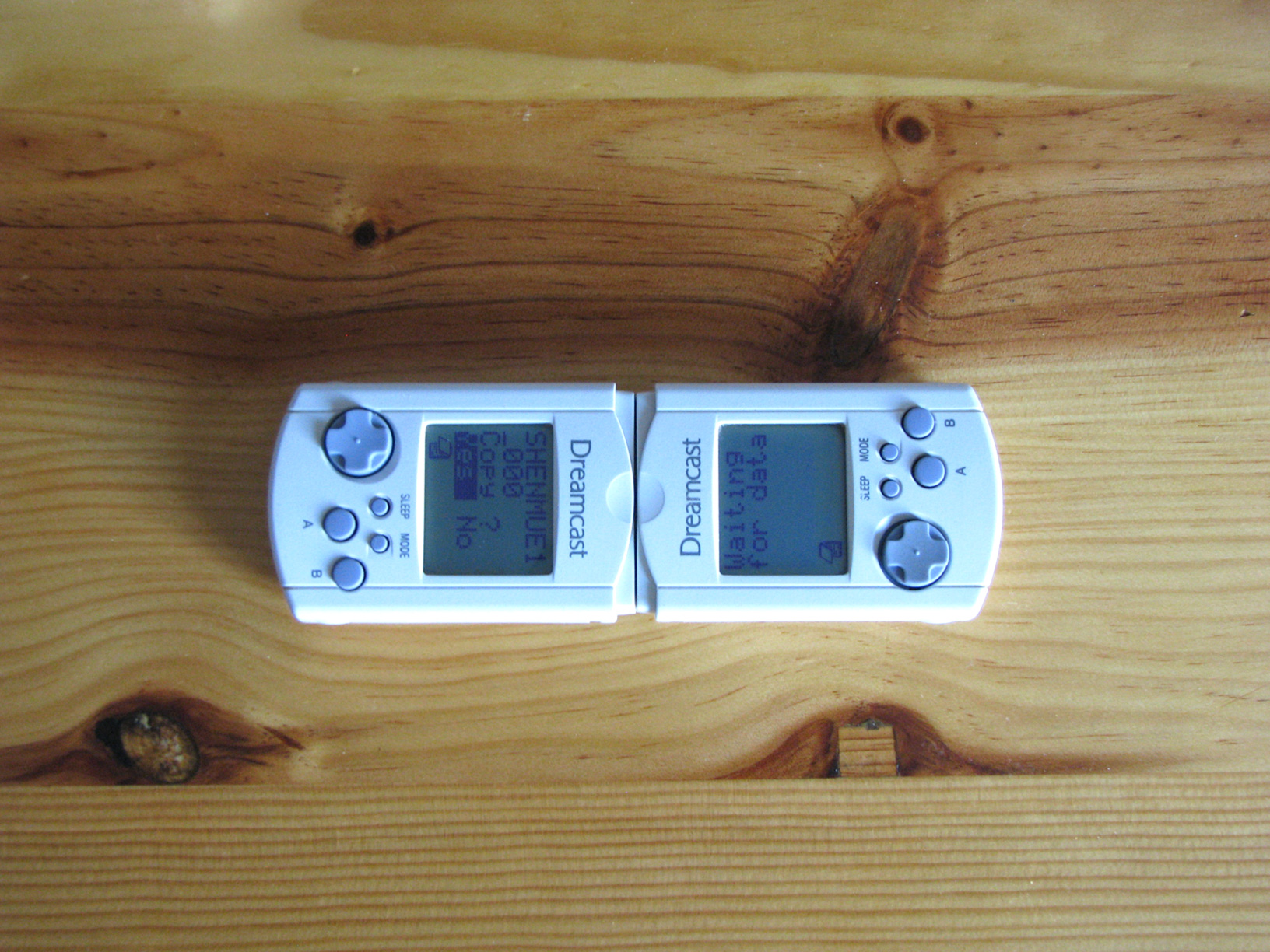
Connexion entre 2 VMU
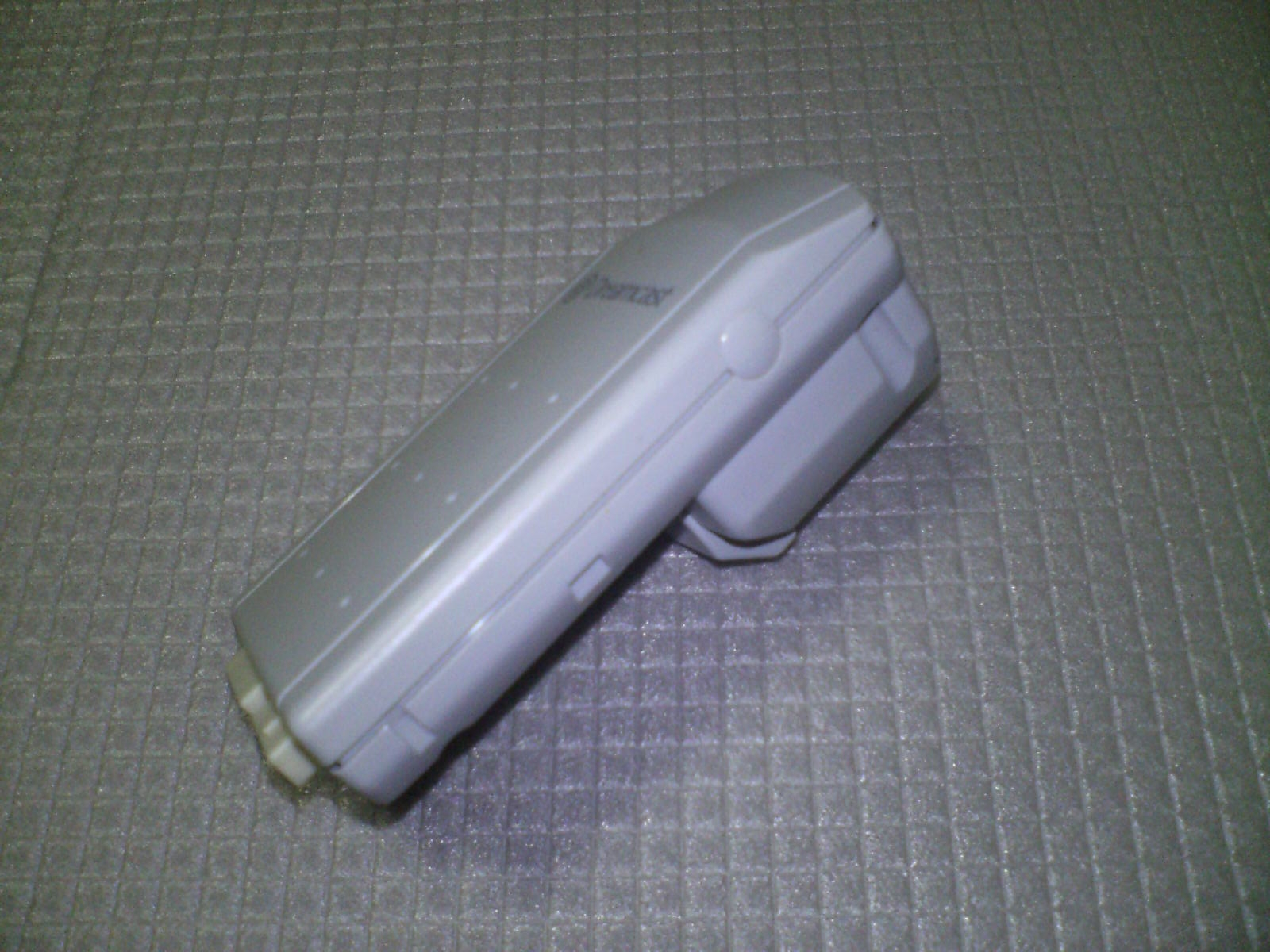
Kit de vibration Rumble Pack
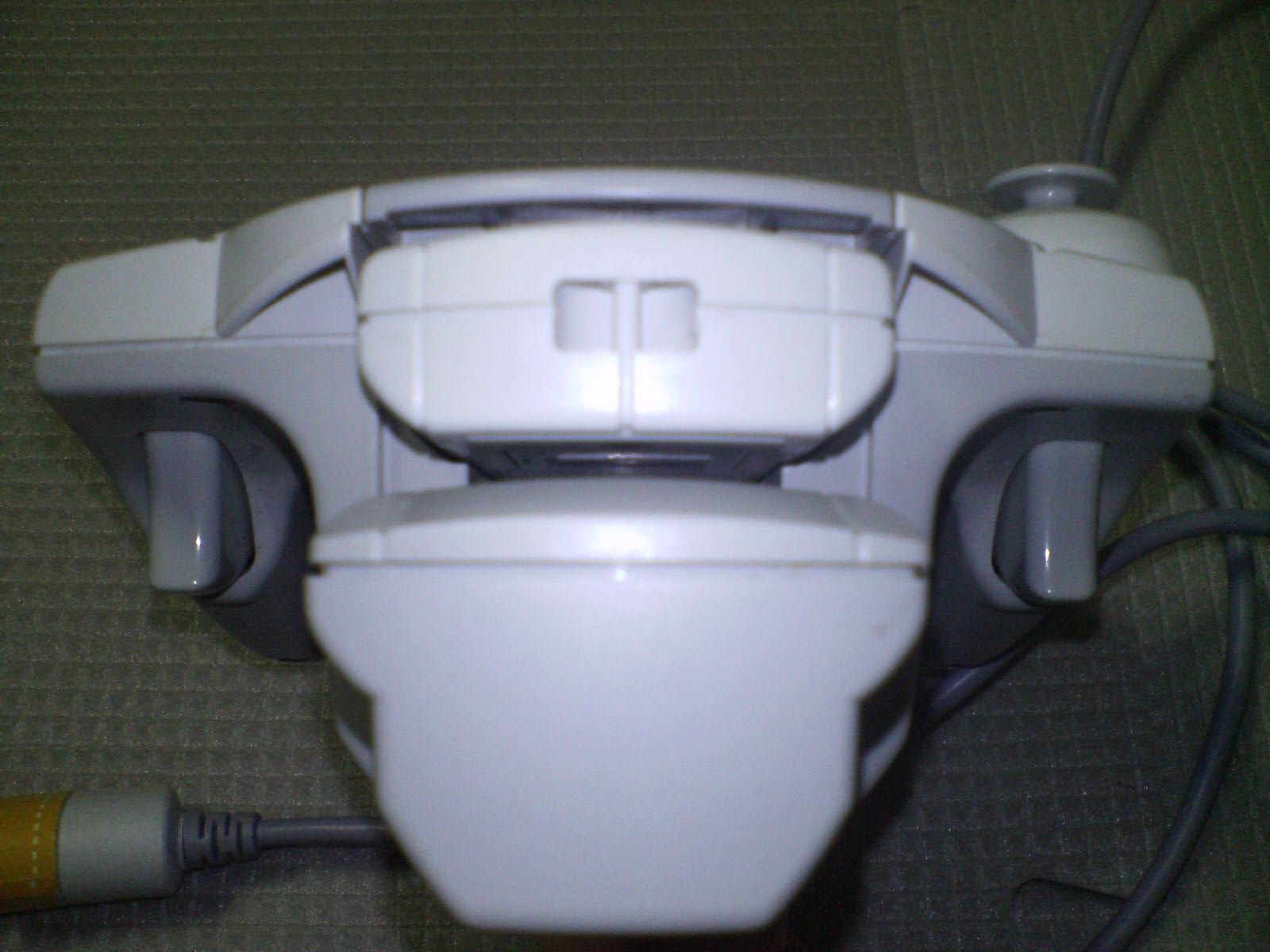
VMU et Rumble Pack enfichés dans la manette
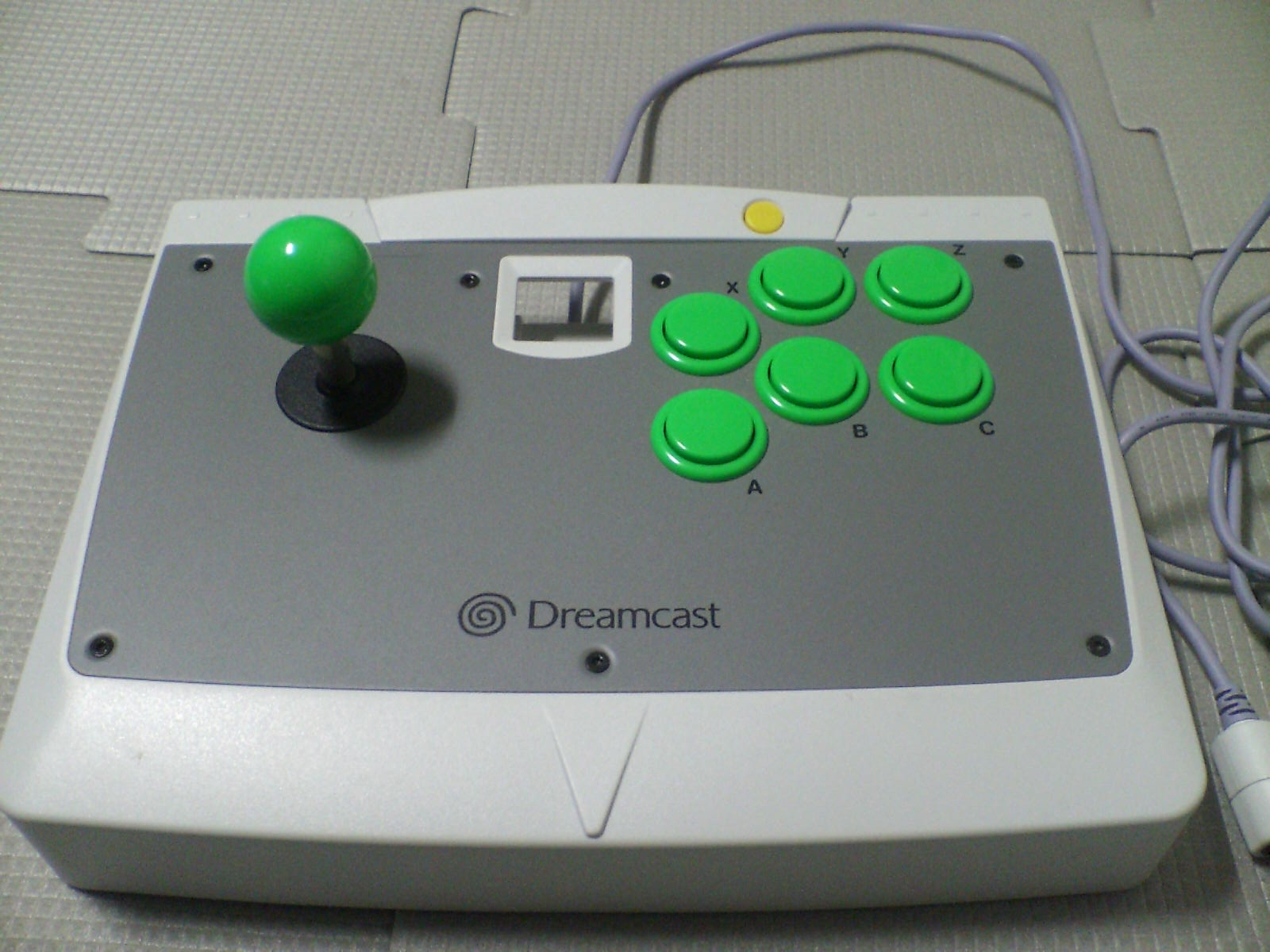
La manette "arcade" pour Dreamcast